# Maria Elisabeta de Holstein-Gottorp
Maria Elisabeth de Schleswig-Holstein-Gottorp (n. 6 iunie 1634 – d. 17 iunie 1665), a fost contesă de Hesse-Darmstadt prin căsătorie.

## Biografie
Maria Elisabeta a fost fiica lui Frederic al III-lea, Duce de Holstein-Gottorp (1597–1659) și a Ducesei Maria Elisabeta de Saxonia (1610–1684), o fiică a Electorului Johann Georg I de Saxonia.
La 24 noiembrie 1650, la Castelul Gottorp, s-a căsătorit cu Ludovic, care mai târziu a devenit Ludovic al VI-lea, Landgraf de Hesse-Darmstadt (1630–1678), cu care era logodită din 1649 de ziua lui. Ei au avut opt copii:
- Magdalene Sybille (1652–1712) o renumită compozitoare de cântece bisericești baroce. S-a măritat cu Ducele Wilhelm Ludwig de Württemberg.
- Sophie Eleonore (n./d. 1653).
- Georg (1654–1655).
- Marie Elisabeth (1656–1715) căsătorită în 1676 cu Ducele Henric de Saxa-Römhild.
- Auguste Magdalene (1657–1674).
- Ludovic (1658–1678), succesorul său sub numele de Ludovic al VII-lea.
- Frederic (1659–1676)
- Sophie Marie (1661–1712) căsătorită în 1681 cu Ducele Christian de Saxa-Eisenberg (1653–1707).

Tatăl lui Ludovic l-a inițiat în afacerile guvernului la un an după căsătoria lor. Ludovic și-a succedat tatăl în 1661. El a legat relații politice ample cu Suedia, prin intermediul surorii soției sale, Hedvig Eleonora, regina Suediei. 
Maria Elisabeta a murit încercând să nască cel de-al 9-lea copil al cuplului. Moartea ei l-a afectat profund pe Ludovic. El a scris câteva poezii în memoria soției sale.